# Pareja del año
«Pareja del año» es una canción del colombiano Sebastián Yatra en colaboración con el puertorriqueño Myke Towers. Se lanzó como sencillo el 15 de abril de 2021, debutando tres días después en el Top 200 global de Spotify y convirtiéndose inmediatamente en un éxito en reproducciones y en tendencias, siendo la canción del colombiano que más streams diarios conseguiría en toda su carrera.

## Grabación y composición

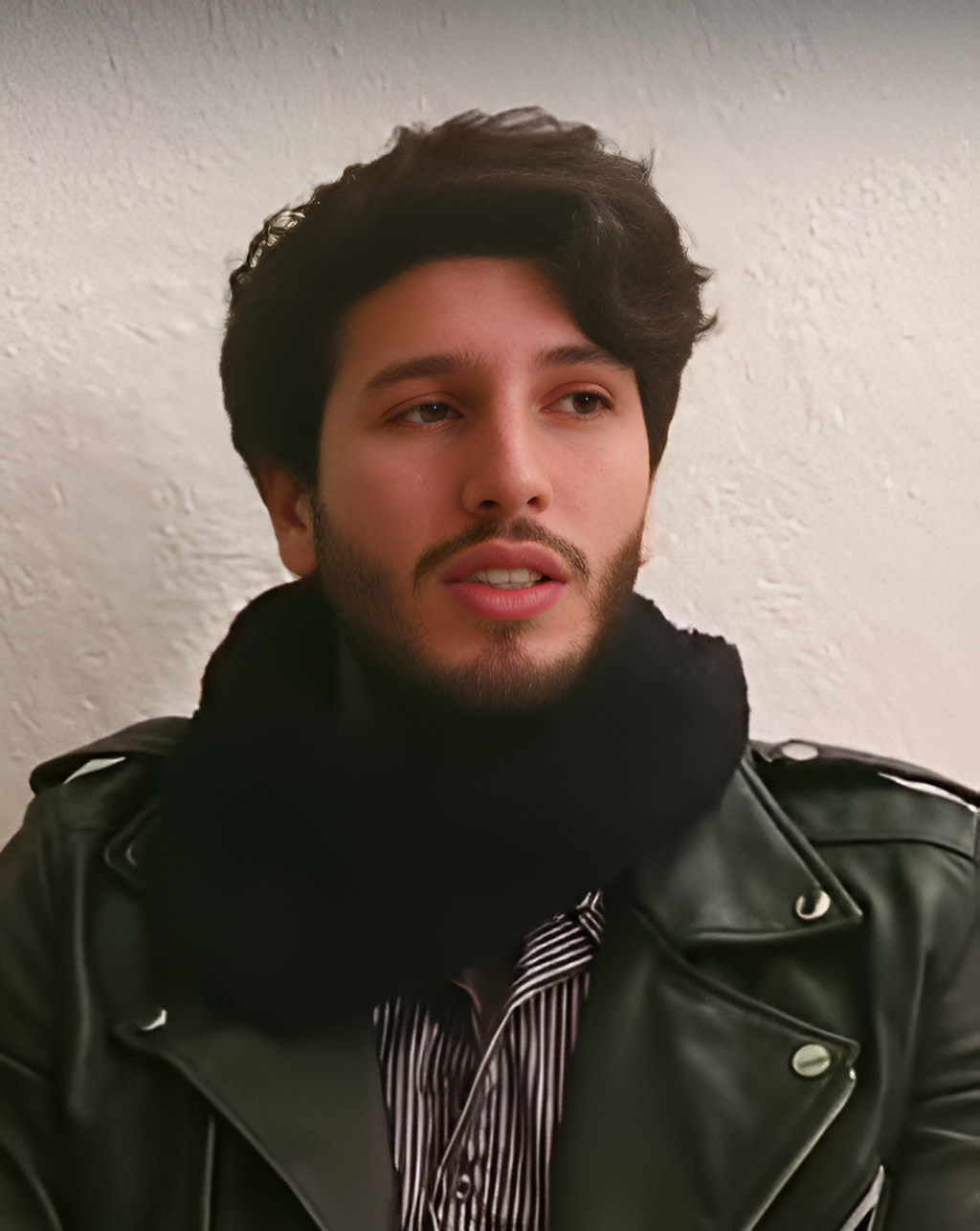
Yatra, colabora la canción con Miguelito Torres

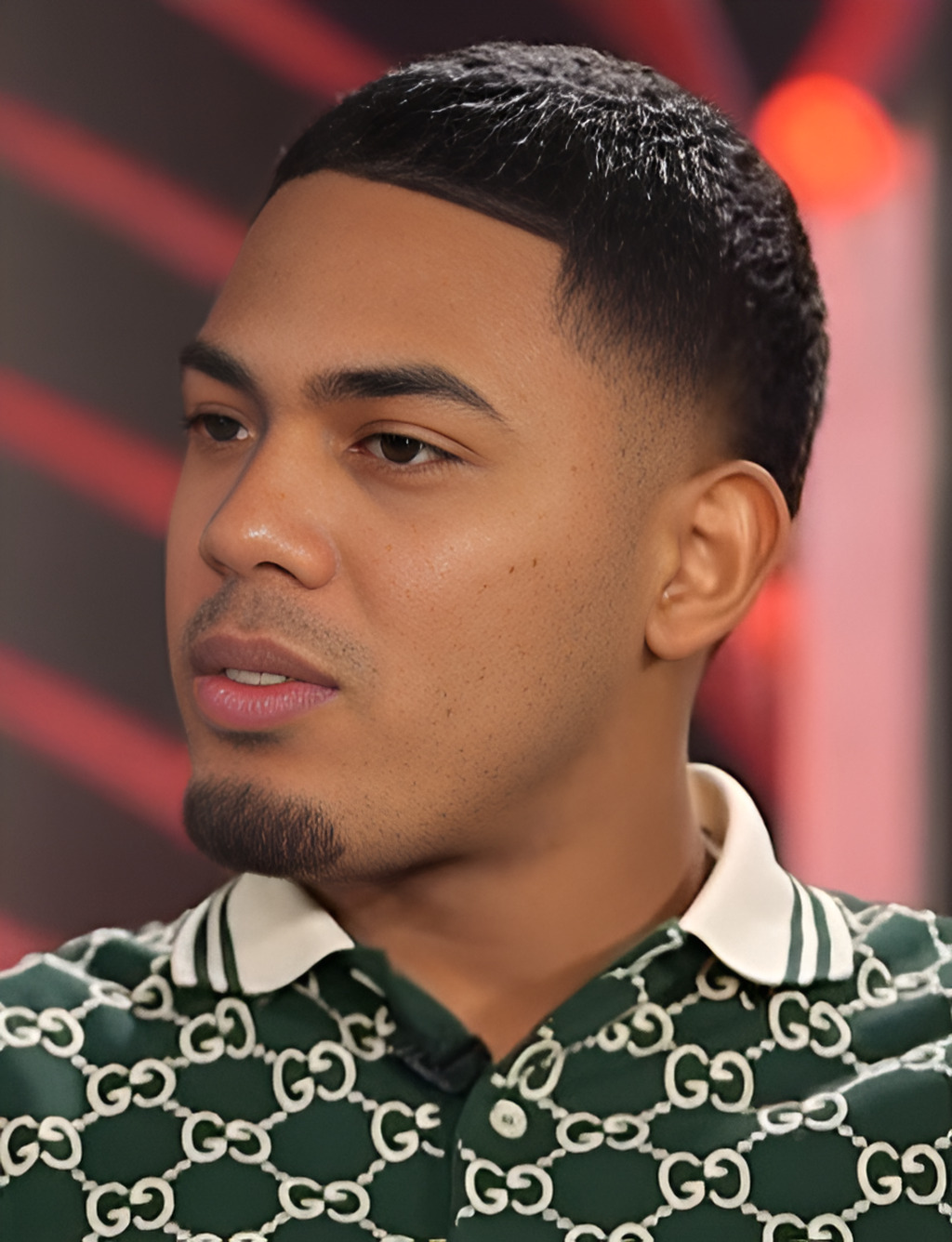
Myke Towers colabora la canción junto a Sebastián Yatra

Sebastián Yatra explicó cómo el proceso creativo de la canción fue diferente a sus trabajos anteriores: «esta canción la escribí en un yate, que me prestó un amigo mexicano». La canción fluyó de inmediato junto a los compositores Andrés Torres y Mauricio Rengifo ya que contaban en el navío con los equipos para comenzar de inmediato una producción. En cuanto a su composición se destaca su tesitura como single mid-tempo del género urbano con un toque de melancolía, el cual "cuenta la historia de un chico que tiene una relación clandestina con una chica y se enamora de ella, pero ésta tiene novio formal".
Culminado ese proceso, Yatra tuvo claro que Myke Towers era con quien quería realizar el featuring: «me la soñaba con Myke (Towers)» comentó el cantante en varias entrevistas, por lo que le envió la canción para que el puertorriqueño agregara sus versos y se uniera al estribillo principal. 
En cuanto al significado del tema, el comunicado de prensa de la disquera Universal Music Latino divulgó que «es una canción acerca de una persona que sólo puedes imaginar, es el sueño de una relación perfecta, la "pareja del año"».

## Video musical
El video musical fue dirigido por el venezolano Daniel Durán y filmado en el teatro Adrienne Arsht Center en Miami. En él se ve a Sebastián Yatra en el escenario principal del recinto secundado por una orquesta y observando fijamente a una mujer, imagen que también se funde con otros lugares del mismo lugar en los que se une Myke Towers.

## Rendimiento comercial
La canción acumuló más de 7 millones de reproducciones en todas las plataformas digitales durante su primer fin de semana, siendo top 30 en 17 países de Spotify, donde debutó en el #144 del Top 200 Global tres días después de su lanzamiento..En ascenso permanente, fue #9 en el TOP GLOBAL el día 12 de mayo y también la canción más tocada en América Latina en dicha semana, repitiendo el hito con posterioridad.
Paralelamente lideró las plataformas Deezer, Apple Music y Shazam simúltaneamente en varios países de Latinoamérica y España y superó los 100.000.000 de views en Youtube a 1 mes y tres días de su estreno.

## Posicionamiento en listas
| Plataforma | Streams                  | Posición actual | Mejor posición |
| ---------- | ------------------------ | --------------- | -------------- |
|            | 182.803.274 (última vez) | 20              | 9              |

| Listas                            | Mejor posición |
| --------------------------------- | -------------- |
| Argentina (Billboard Hot 100)     | 2              |
| España (PROMUSICAE)               | 1              |
| España (LOS40)                    | 1              |
| (Billboard Global 200)            | 16             |
| (Billboard Global 200 Excl. U.S.) | 9              |

## Certificaciones
| País           | Organismo certificador                               | Certificación      |
| -------------- | ---------------------------------------------------- | ------------------ |
| Estados Unidos | RIAA                                                 | 2x Platino (Latin) |
| España         | PROMUSICAE                                           | 2x Platino         |
| Chile          | Federación Internacional de la Industria Fonográfica | Platino            |
| Argentina      | CAPIF                                                | Oro                |
| Perú           | UNIMPRO                                              | Oro                |